# 府民の森ひよし
府民の森ひよし(ふみんのもりひよし)は、京都府南丹市日吉町天若にある県民の森である。
ネーミングライツ権の契約により、2024年（令和6年）4月1日から愛称を「ハピろー！の森 京都」として運営を開始した。（後述）。

## 概要
日吉ダムによる地域振興を目的にした日吉ダム周辺整備計画（地域に開かれたダム政策）により整備され、2000年（平成12年）4月に開業した。128ヘクタールの敷地内に、広場や散策路、宿泊施設と、資料館・体験施設がある。また、日吉町郷土資料館も同敷地内に立地している。
指定管理者は、株式会社設計京北。設計京北
2016年3月25日に指定された京都丹波高原国定公園の普通地域に包括され、国定公園化を記念して第40回全国育樹祭が2016年10月9日に府民の森ひよしにおいて開催される。

## 施設
- ひよしの森
  - 散策の森
  - 観察の森
  - 体験の森
  - 森の広場
    - 宿泊施設や体験施設、日吉町郷土資料館はここに立地している。
- オートキャンプ場・宿泊施設
なお、利用には1週間前までに予約が必要となる。
  - メインキャビン　１棟
  - サブキャビン　　２棟
  - 第１キャンプ場（電源付き）１０区画
  - 第２キャンプ場（ペット同伴可）１０区画
  - 第３キャンプ場（デッキサイト）１０区画
  - 第４キャンプ場（露地サイト）１０区画
  - デイキャンプ場１０区画
- 資料館・体験施設
  - 森の資料館「森遊館」 ※総合受付もこの施設内にある。
  - 木工研修館（指導員希望の場合は事前予約が必要）
  - モノレール（イベント開催時のみ乗車体験有）
  - ディスクゴルフ　日本ディスクゴルフ協会

また、敷地内には7,000平方メートルのドッグランがある（利用時間9：00-16：30）。※要狂犬病ワクチン接種済証、登録鑑札。

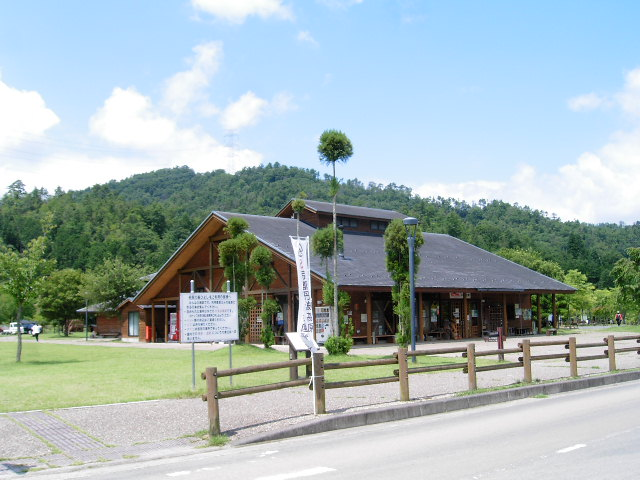
森の資料館
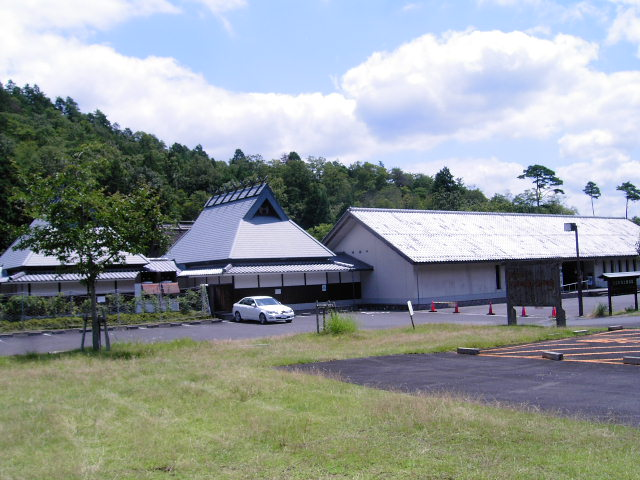
日吉町郷土資料館
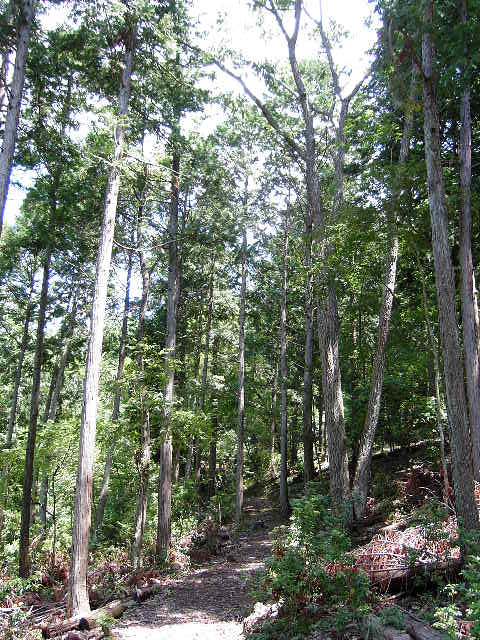
観察の森
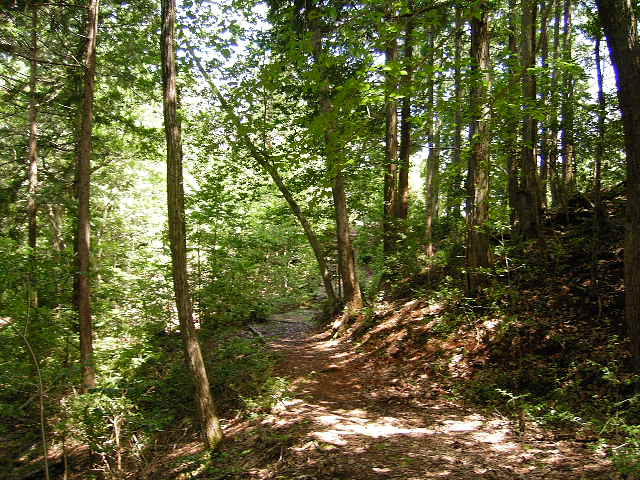
体験の森
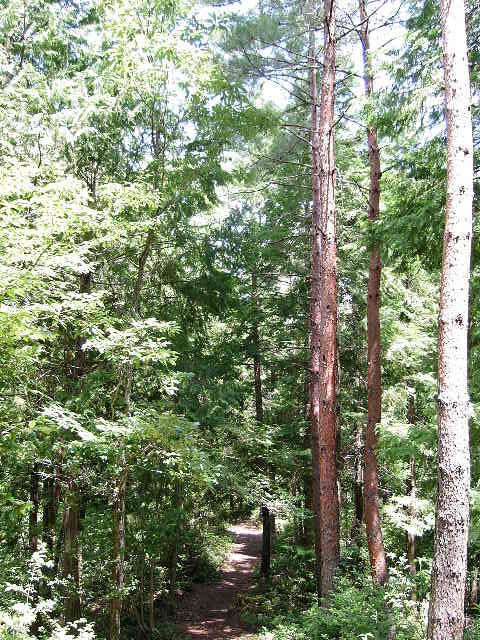
体験の森

## ネーミングライツ
ドイツのチェーンソーメーカー、アンドレアス・スチール (Andreas Stihl) の日本法人である株式会社スチールにネーミングライツを売却し、2013年（平成25年）12月1日から「スチールの森 京都」（スチールのもり きょうと、STIHLの森 京都）の愛称で運営していたが、2021年（令和3年）11月末で終了した。
コンビニエンスストアのチェーン展開を行う株式会社ローソンが 、京都府が公募していたネーミングライツに応募し、2024年（令和6年）3月 25 日にネーミングライツパートナー契約を締結。 これにより、2024年（令和6年）4月1日より、府民の森ひよしの新愛称は「ハピろー！の森 京都」として運営を開始。

## イベント
- ツリークライミング®体験会（毎月第1日曜日）10：30～、13：30～※事前予約必要　ツリークライミングジャパン
- 新緑祭　毎年ゴールデンウィーク頃
- に開催される。
- GOOUT CAMP関西　GOOUT CAMP

## アクセス

### 電車利用
- 山陰本線園部駅からタクシーで約15分
- 山陰本線日吉駅から徒歩70分。または南丹市営バス日吉ダム線乗車約13分、「府民の森」下車。

バスは1日1往復の運行となっているが、平日・土曜についてはひよし温泉にて折り返す便が2.5往復あるため、駅～温泉間をバス、温泉～当施設を徒歩で連絡することも可能。

### 自家用車利用
- 国道9号 南丹市園部町内にある園部河原町交差点を右折、直進。
- 京都縦貫自動車道園部ICを左折。

その後、同市日吉町内の日吉大橋を右手案内板に従い右折。

## 周辺の施設
- 日吉ダム
- 道の駅スプリングスひよし